# Eugene Field

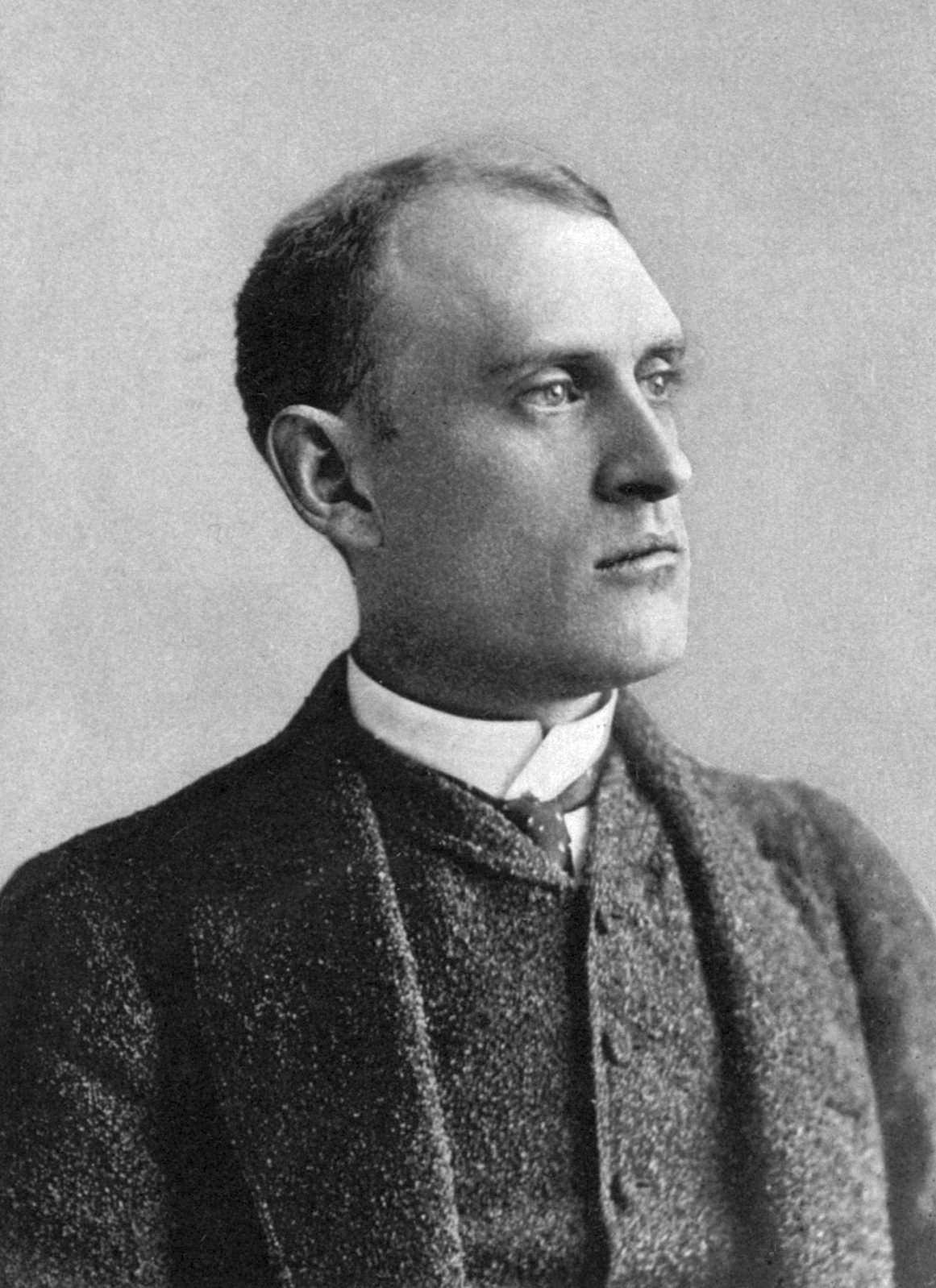
Eugene Field (1885)

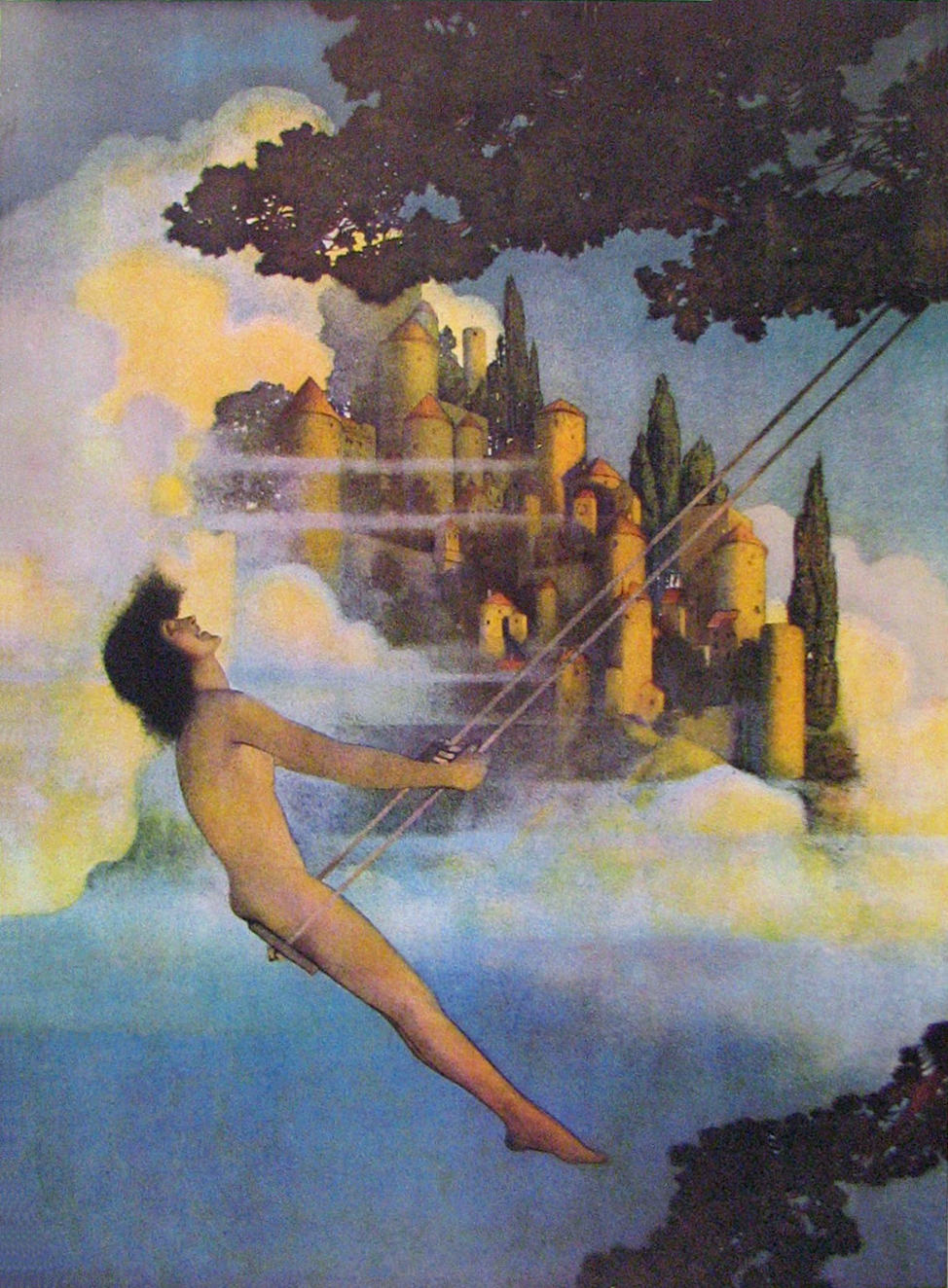
Illustration des Gedichts „Dinky Bird“ in einer Ausgabe der Kindheitsgedichte von 1904

Eugene Field (* 2. September 1850 in St. Louis, Missouri; † 4. November 1895 in Chicago, Illinois) war ein US-amerikanischer Journalist und Dichter, der vor allem durch seinen Gedichtband A Little Book of Western Verse bekannt wurde.

## Leben
Nach dem Schulbesuch begann Field, Sohn des Rechtsanwalts Roswell M. Field, zunächst ein Studium an der University of Missouri, die er aber ebenso ohne Abschluss verlassen musste wie das Knox College, an dem er zwischen 1869 und 1871 studierte. Danach arbeitete er als Journalist bei zahlreichen Tageszeitungen und nebenbei auch als Verfasser der Kolumne „Odds and Ends“ der Zeitung Denver Tribune. 1875 heiratete er Julia Comstock mit der er acht Kinder hatte. 1889 wurde er Kolumnist bei The Chicago Daily News und schrieb dort bis zu seinem Tode die Kolumne „Sharps & Flats“.
Field, der bereits 1882 eine Sammlung seiner Kolumnen für die Denver Tribune unter dem Titel The Tribune Primer veröffentlichte, gab sein Debüt als Dichter 1889 mit den Gedichtbänden A Little Book of Profitable Tales sowie seinem Hauptwerk A Little Book of Western Verse, die zunächst in Chicago und dann 1890 auch in New York City erschienen. Zudem verfasste er 1892 einen weiteren Gedichtband mit dem Titel A Second Book of Verse.

## Der Schriftsteller und Dichter
Fields Platz in der US-amerikanischen Literatur begründet sich insbesondere durch seine Gedichte über Weihnachten im Band With Trumpet and Drum (1892) und Kindheit im Band Love Songs of Childhood (1894), von denen Little Boy Blue und Wynken, Blynken, and Nod die bekanntesten sind. Seine Gedichte verbinden dabei häufig Gefühle mit einer fließenden lyrischen Form. 1899 erschien posthum The Love affairs of a bibliomaniac.
Größere Bekanntheit erlangte sein Gedicht über das Mines Hotel in Gold Hill (Colorado), sowie Billy Vaughns Liedversion von Little Boy Blue aus dem Jahr 1956.
Besonders herauszustellen ist allerdings das Gedicht Wynken, Blynken, and Nod, das von sehr vielen Künstlern auch musikalisch verwertet wurde. Dieses Gedicht gelangte 1993 durch den Film Dennis zu zusätzlicher, auch internationaler Bekanntheit, da die Schauspielerin Joan Plowright in der Rolle der Martha Wilson dem fünfjährigen Dennis dieses Gedicht zum Einschlafen vorträgt.

## Musikalische Verwertungen des Gedichtes
Eine recht große Anzahl von Künstler, haben das Gedicht in den vergangenen Jahrzehnten in ganz unterschiedlichen Variationen, musikalisch verwertet:
Ethelbert Woodbridge Nevin, ein amerikanischer Pianist und Komponist, schrieb eine Musicalversion aufgenommen bei The Big 3, weitere Künstler waren Cass Elliot (1963), so wie die Simon Sisters (1964), das Ivy League Trio (1964), The Irish Rovers auf ihrem Album The Life of the Rover aus dem Jahr 1969, Donovan auf seinem Album für Kinder H.M.S. Donovan (1971),
Roger Whittaker auf seinem Album für Kinder The Magical World of Roger Whittaker aus dem Jahr 1975.
Buffy Sainte-Marie sang 1975 eine Version für die amerikanische Version der, auch in Deutschland bekannten TV Kindersendung Sesamstraße, welches auch auf ihrem Album Sweet America aus dem Jahr 1976 erschien, des Weiteren Fred Penner auf seinem Album für Kinder The Cat Came Back aus dem Jahr 1979, so wie The Doobie Brothers (1981). Kevin Roth verwendete es in seinem Album Now I Lay Me Down to Sleep.
Der Komponist Christopher Klaich komponierte ein modernes Schlaflied für die Sopranistin Bianca Showalter, bei dem die Sängerin je nach Auftritt von einem Klavier oder Kammerorchester begleitet wurde. Komponist Stephen DeCesare komponierte eine SATB-Version des beliebten Gedichtes.

## Text:Wynken, Blynken, and Nod
Wynken, Blynken, and Nod one night

Sailed off in a wooden shoe —

Sailed on a river of crystal light,

Into a sea of dew.

“Where are you going, and what do you wish?”

The old moon asked the three.

“We have come to fish for the herring fish
 That live in this beautiful sea;
 Nets of silver and gold have we!”

Said Wynken, Blynken, and Nod.

The old moon laughed and sang a song,

As they rocked in the wooden shoe,

And the wind that sped them all night long

Ruffled the waves of dew.

The little stars were the herring fish

That lived in that beautiful sea —

“Now cast your nets wherever you wish —

Never afraid are we”;

So cried the stars to the fishermen three:

Wynken, Blynken, and Nod.

All night long their nets they threw

To the stars in the twinkling foam —

Then down from the skies came the wooden shoe,

Bringing the fishermen home;

’Twas all so pretty a sail

 it seemed

As if it could not be,

And some folks thought ’twas a dream they'd dreamed

Of sailing that beautiful sea —

But I shall name you the fishermen three:

Wynken, Blynken, and Nod.

Wynken and Blynken are two little eyes,

And Nod is a little head,

And the wooden shoe that sailed the skies

Is a wee one's trundle-bed.

So shut your eyes while mother sings

Of wonderful sights that be,

And you shall see the beautiful things

As you rock in the misty sea,

Where the old shoe rocked the fishermen three:

Wynken, Blynken, and Nod.
Übersetzung
Zwinker, Blinzel und Nick

Zwinker, Blinzel und Nick segeln fort

Durch die Nacht in einem hölzernen Schuh

Über 'nen Flusse von schimmerndem Licht

Und weit hinaus auf das Meer darob

„Wohin des Wegs? Und was ist euer Begehr?“,

fragte der alte Mond

„Wir wollen fangen den herrlichen Fisch,

der auf dem Meeresgrund wohnt

Mit Netzen aus Perlen und Silber und Gold“,

sagten Zwinker, Blinzel und Nick

Zwinker und Blinzel sind Äuglein zwei

Und Nick ist ein Köpfchen, ganz müd'

Und der Holzschuh, der über den Himmel fährt

Ist ein Bettchen, wie deins, mein Lieb

Jetzt schliess' deine Augen und schlafe fein

Und Mutter singt dir ein Lied

Und du segelst fort auf dem verzauberten Meer,

das dich leise ins Traumland wiegt

Dort warten auf dich im hölzernen Schuh

Zwinker, Blinzel und Nick

## Ehrungen
Zu Lebzeiten hat Eugen Field keine Ehrungen für sein Schaffen erhalten. Nach seinem Tod wurde seinem Elternhaus, das sich in St. Louis befindet, zum Museum. Das Eugene Field House enthält neben Sammlungen des Schriftstellers und Dichters unter anderem auch das Spielzeugmuseum der Stadt.
Zudem wurde Field, am 2. September 1950 für sein Werk A Little Book of Western auf dem St. Louis Walk of Fame verewigt.
Darüber hinaus sind in den gesamten USA zahlreiche Grundschulen nach ihm benannt.